# České království
České království či Království české (německy Königreich Böhmen, latinsky Regnum Bohemiae) byl státní útvar v čele s králem na území Čech od 12. století do roku 1918. K Českému království byly v různých obdobích přidruženy další historické země, především Moravské markrabství, slezská knížectví a Lužice. Země pod vládou českého krále se souborně označují jako země Koruny české, nebo země svatováclavské Koruny, podle zasvěcení české Koruny Svatému Václavovi.
Královský titul byl některým přemyslovským knížatům udělován i dříve, ale definitivně byla přeměna Českého knížectví v dědičné království potvrzena Zlatou bulou sicilskou roku 1212. Na českém královském trůnu vládly dynastie Přemyslovců (1198–1306), Lucemburků (1310–1437), Habsburků (1437–1457), Jagellonců (1471–1526), Habsburků (1526–1780) a Habsburko-Lotrinků (1780–1918). Království oficiálně zaniklo roku 1918 vznikem Československa.

## Historie

### Cesta za dědičným titulem
Prvním českým králem byl v letech 1085–1092 Vratislav II., druhým pak jeho vnuk Vladislav II. v letech 1158–1172. Vladislavův královský titul byl již možná dědičný, ale jeho synové jej neudrželi.
Dědičnost titulu českého krále zajistil obratnou diplomacií pro sebe a své potomky až třetí panovník s touto hodností, Přemysl Otakar I. Německý král Filip Švábský roku 1198 uznal jeho dědičný královský titul a tímto oficiálně vzniklo České království. Později bylo roku 1204 potvrzeno císařem Otou IV, papežem Inocentem III. a také Zlatou bulou sicilskou (1212).

### Století posledních Přemyslovců

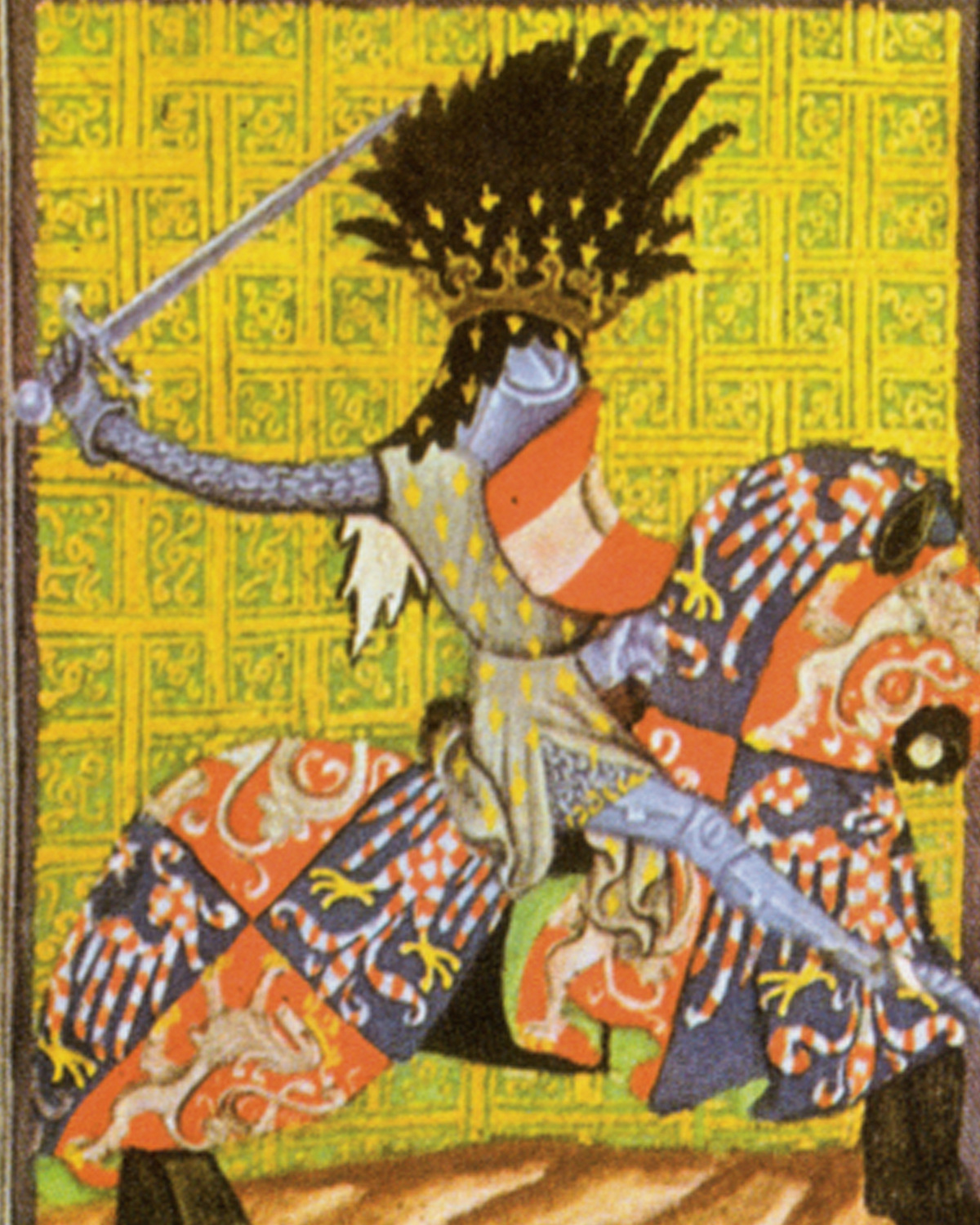
Přemysl Otakar II., Gelnhausenův kodex, přelom 14. a 15. století

Význam Zlaté buly sicilské z roku 1212, kterou Přemysl Otakar I. získal za to, že pomohl Fridrichu Štaufovi stát se císařem Svaté Římské říše, a která zaručovala Čechám různá privilegia v říšském rámci, není třeba přeceňovat. Bula spíše jen potvrdila stav věcí, neboť za vlády Přemysla Otakara I. se království Čechů, doposud okrajová část Evropy, proměnilo ve středoevropskou velmoc.
Přemyslovští králové počínaje Přemyslem Otakarem I. začali zvát do českých zemí převážně německé kolonisty. Chtěli osídlit pohraniční oblasti českého území, které tehdy vykazovaly malou hustotu obyvatelstva. Dalšími pohnutkami pro získání přistěhovalců byla potřeba velkého počtu řemeslníků a obchodníků pro nová královská města, kteří měli panovníkům zajistit další daňové příjmy.
S vládou Václava I. je spojena změna víceméně obranné české politiky na politiku ofenzivní. Společně se svým synem, moravským markrabětem a pozdějším českým králem Přemyslem Otakarem II., se jim podařilo na čtvrt století pod svoji vládu přivést i rakouské země a Otakarovo panství se rozkládalo za Alpy až k Jaderskému moři. Král Přemysl Otakar II. byl významnou postavou nejen českých, ale i středoevropských dějin. Po silném otřesu české státnosti následujícím po bitvě na Moravském poli a smrti Přemysla Otakara II. však moc v Rakousku natrvalo získali Habsburkové. Přemyslův syn Václav II. obrátil svou pozornost na sever a východ, kde se mu podařilo získat polskou a pro svého syna Václava III. uherskou korunu. Na podzim 1305 rezignoval Václav III. na nároky na uherskou korunu ve prospěch Oty Bavorského. 
Přemyslovci by ale pravděpodobně nemohli dosáhnout svých úspěchů bez finančních prostředků plynoucích z těžby jihlavského a zejména kutnohorského stříbra. V době Václava II. se totiž v Čechách těžilo asi 40 % veškerého evropského stříbra, které tehdy bylo nejdůležitějším cenným kovem.
Přemyslovský rod, tato první a jediná původem česká panovnická dynastie, vymřel po meči zavražděním mladého krále českého, polského a uherského Václava III. v Olomouci za nevyjasněných okolností dne 4. srpna 1306.

### Období 1306–1310
Po smrti Václava III. byl českým králem zvolen Jindřich Korutanský, ale záhy byl trůnu zbaven ve prospěch Rudolfa Habsburského. Po Rudolfově smrti roku 1307 byl za českého krále znovu přijat Jindřich, kterého o vládu 1310 připravila politika Lucemburků.

### Vláda rodu Lucemburků

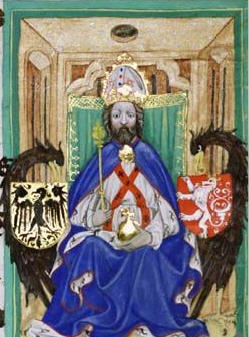
Karel IV. Lucemburský v Gelnhausenově kodexu

Roku 1310 se po čtyřech letech zápasů o trůn dostává k vládě Jan Lucemburský, manžel Elišky Přemyslovny, dcery Václava II. Zdejší sebevědomá šlechta nakonec vyvolala Janův odpor k zemi, které vládl třetinu století, přesto mu Čechy vděčí za mocenský vzestup. Jan přímo rozšířil české země o Slezsko a svou obratnou zahraniční politikou nepřímo připravil základ politického i územního úspěchu svého syna a dědice Karla IV., o jehož zásluhách pro české země není třeba se více šířit – podařilo se mu udělat z českých zemí a Prahy jedno z nejdůležitějších politických a kulturních center Evropy. S obdobím vlády Karla a Václava IV. tak přišlo nejslavnější období českých dějin.
Karel IV. roku 1348 ustanovil Země Koruny české v rozsahu územních zisků svého otce a rozšířil je o Horní Falc, Dolní i Horní Lužici a Braniborské markrabství. Karel IV. dále položil základy gotické Prahy, založil Nové Město pražské, zvelebil Staré Město a Pražský hrad, dal v Praze postavit kamenný most přes Vltavu, který nese jeho jméno (Karlův most), a nedaleko Prahy postavil hrad Karlštejn. V jeho době byla Praha povýšena na střed říše. Se svými čtyřiceti tisíci obyvateli byla tehdy Praha jedním z největších měst Evropy.
Po smrti Karla IV. se v roce 1378 vlády ujal jeho syn Václav IV. V Praze působili reformní kazatelé, kteří kritizovali nepravosti v církvi a usilovali o její reformu. V tomto úsilí později pokračoval Jan Hus. Jeho kazatelská činnost a jeho názory, vzbudily nevoli církve, ale v Čechách získaly široký ohlas. Hus byl v roce 1414 předvolán do Kostnice, aby se na církevním sněmu pokusil obhájit své názory. Přes všechen nátlak a věznění však Hus své názory neodvolal. Dne 6. července 1415 byl z rozhodnutí kostnického koncilu upálen jako kacíř.

### Husitské období

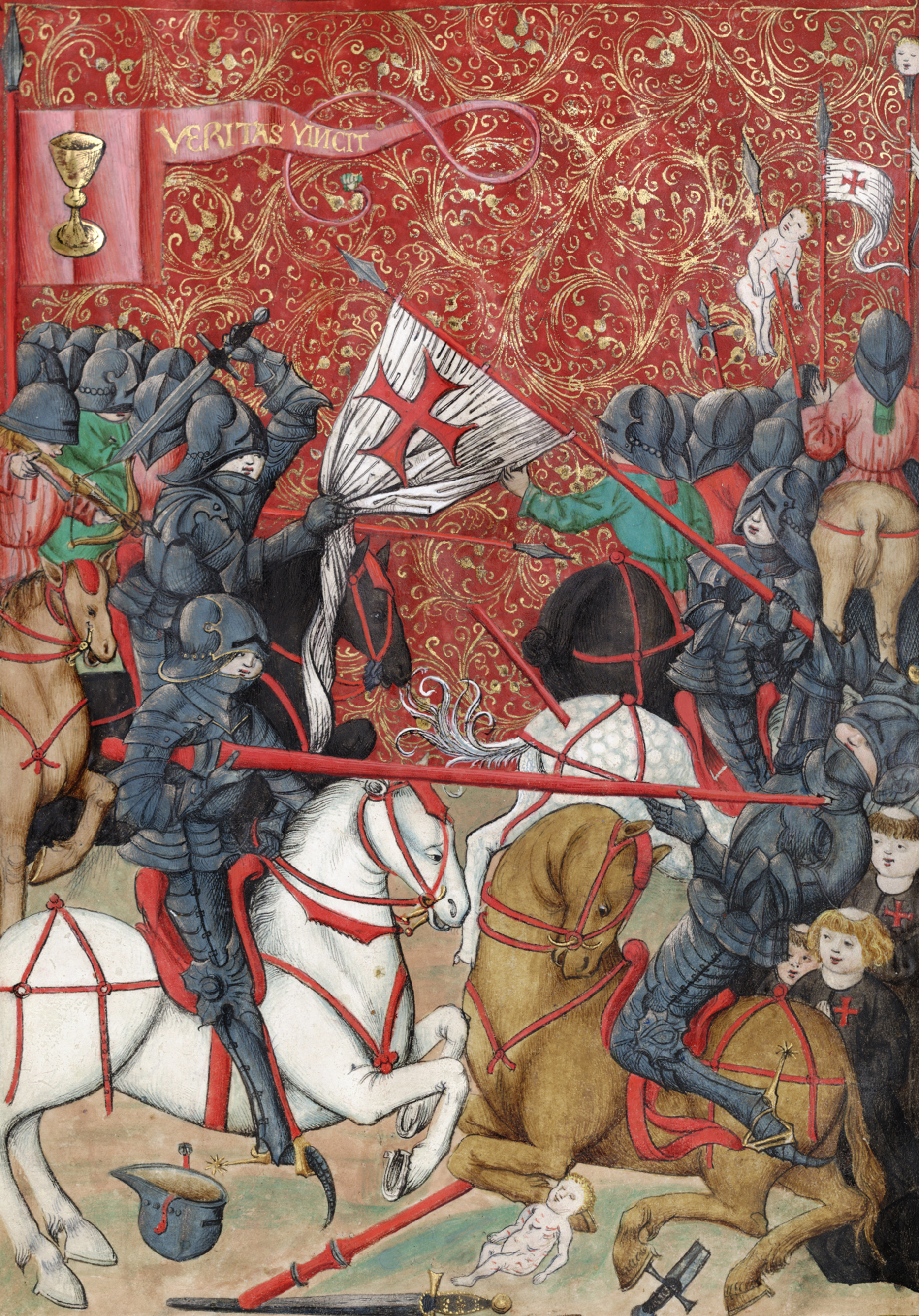
Bitva mezi husity a křižáky v Jenském kodexu

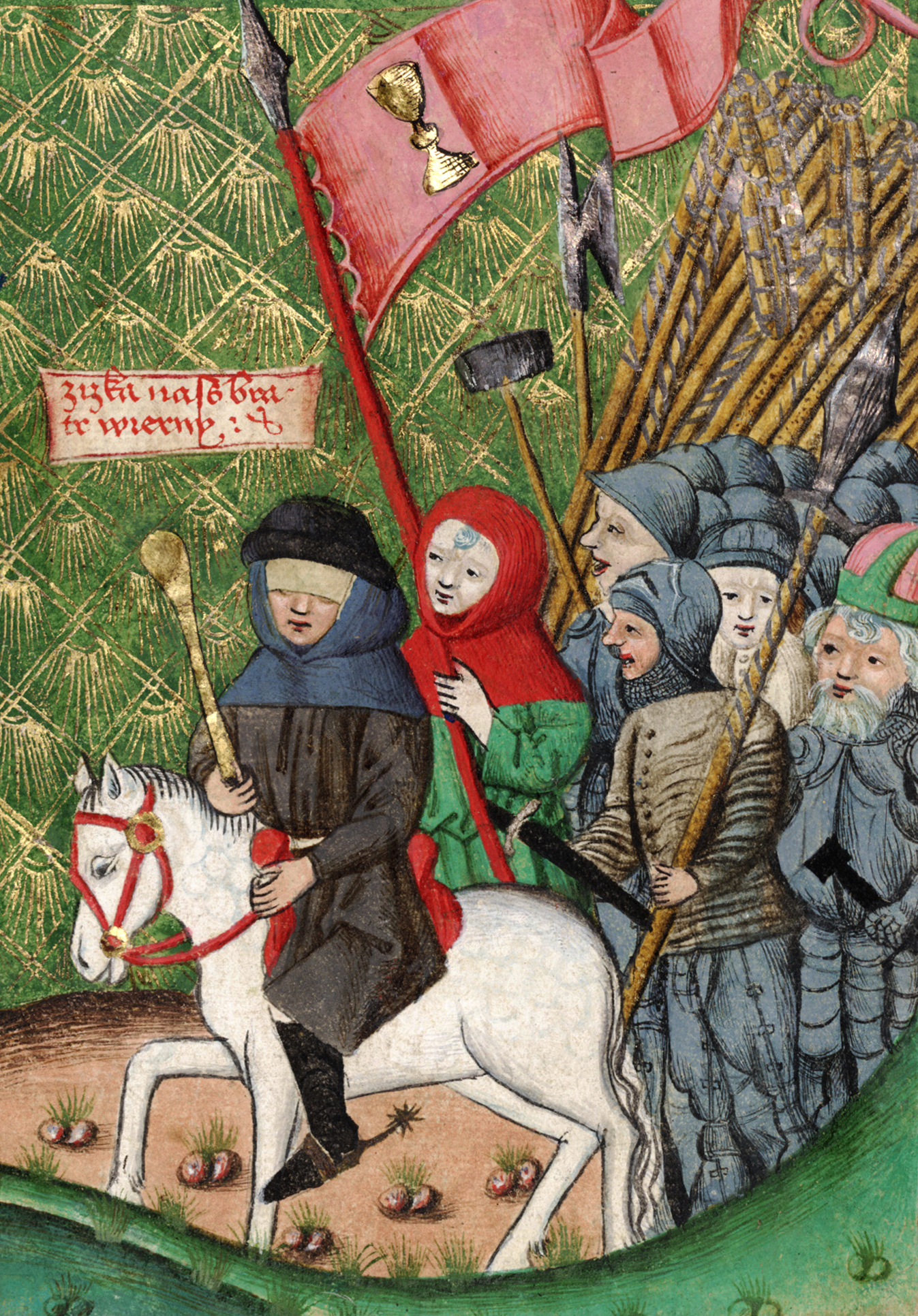
Jan Žižka v čele husitského vojska, Jenský kodex

Když zpráva o Husově upálení došla do Čech, rivalita mezi přívrženci názorů mistra Jana Husa na reformu církve, a zastánci dosavadních církevních pořádků se postupně proměnila v otevřené nepřátelství. Defenestrace konšelů a radních z oken pražské radnice a soustřeďování husitů ve městech i v horských oblastech byly počátkem husitské revoluce a válek, které následovaly. V roce 1420 husité ustanovili svůj program v tak zvaných Čtyřech artikulích pražských.
Na události v českých zemích reagovali císař Zikmund Lucemburský a katolická církev od roku 1420 až do roku 1431 pěti křižáckými výpravami. Všechny tyto pokusy o vojenské potlačení husitské vzpoury však byly husitskými vojsky odraženy. Husitská vojska vedl úspěšně Jan Žižka z Trocnova (1374–1424), po něm převzal velitelskou funkci Prokop Holý. Ani husité se nevyhnuli vnitřním rozporům a rozdělili se na radikální křídlo táboritů a umírněné, kterým šlo o dohodu s císařem a církví. To nakonec vedlo k bratrovražedné bitvě u Lipan v roce 1434, v níž byli radikálové poraženi. Konec husitským válkám učinilo až schválení tak zvaných basilejských kompaktát. V roce 1436 bylo nakonec dosaženo dohody mezi císařem Zikmundem Lucemburským a Českým královstvím na sněmu v Jihlavě. Zikmund byl uznán za krále českého, kterým však byl podle tehdejších právních představ již od smrti svého bratra Václava IV. v roce 1419.
Husitství bylo prvním projevem krize feudalismu a krize v církvi, který narušil feudální společnost. Katolická církev byla mocensky oslabena, ztratila přístup na zemský sněm a byla zbavena pozemkového majetku. Šlechta získala majetek a byla mocensky posílena. Města hospodářsky zesílila, získala přístup na zemský sněm a vzrostl také jejich vojenský význam.
Na sněmu měla účast vyšší šlechta (páni), nižší šlechta (rytíři) a města. Měli právo volit krále a přijímat zákony. Královská moc však byla oslabena a král nemohl samostatně bez sněmu jednat.

### Interregnum a Jiří z Poděbrad

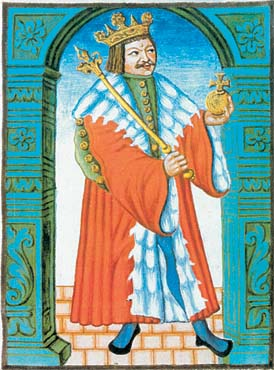
Jiří z Poděbrad

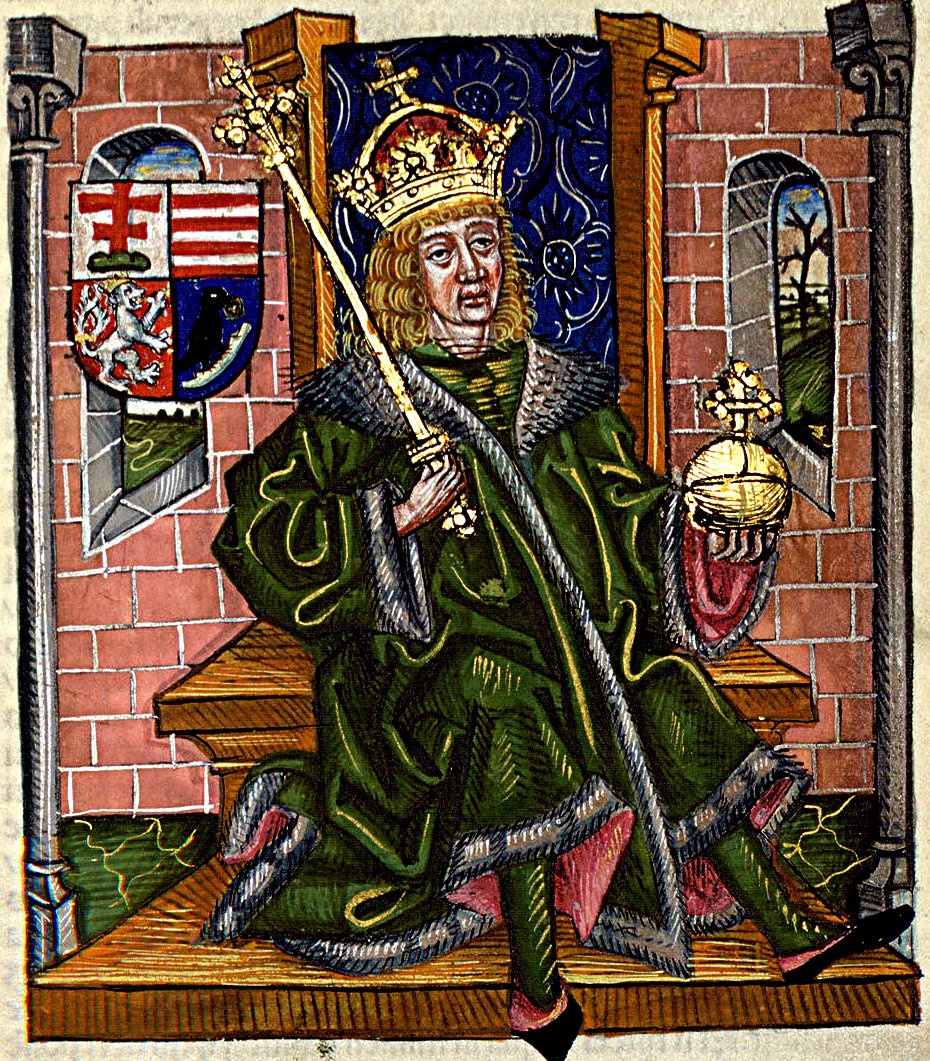
Matyáš Korvín v Chronica Hungarorum

Smrtí Albrechta Habsburského, nástupce Zikmunda Lucemburského, v říjnu roku 1439 v Čechách zavládlo období interregna (neboli období mezivládí), které trvalo až do roku 1453. Stavové hledali vhodného kandidáta na český trůn, avšak žádný vhodný se nenaskytl. O českou korunu nebyl zájem. Autorita českého krále se rozpadla, královský majetek rozkraden, ten jež zůstal, byl zplundrován. Koruna byla nabídnuta Albrechtu Bavorskému, synovci královny Žofie, manželky zemřelého Václava IV., avšak asi na základě znalosti českých poměrů Albrecht odmítl.
Absence panovníka přivedla české stavy k nouzovému řešení. České stavy se roku 1440 v „listu smírném“ rozhodly nahradit chybějící ústřední moc delegací pravomocí směrem dolů – tedy do krajů. Tak vznikly regionální šlechtické spolky – sněmíky, či jinak landfrýdy, které zabezpečovaly alespoň minimální chod státu, jejich posláním byla eliminace rušitelů mírů. Spolupráci landfrýdů zajišťovaly pravidelné zemské sněmy. V situaci mocenských sporů se prohlásil za zemského správce Jiří z Poděbrad. Fakticky mu byl tento status zemským sněmem udělen až roku 1452 poté, co zlikvidoval vnitřní nepřátele v království. Správcem se měl stát pouze na dva roky, ve skutečnosti však mu postavení vydrželo až do smrti Ladislava Pohrobka.
Po smrti krále Ladislava Pohrobka (1453–1457) byl Jiří z Poděbrad zvolen českými stavy králem. Jiří se stal úspěšným panovníkem, který u mnohých vzbuzoval respekt doma i za hranicemi království. Od začátku své vlády se však musel vyrovnávat s obtížným mezinárodně politickým postavením – výraznou většinou učené Evropy i domácími odpůrci (především z vedlejších zemí Koruny české a z Moravy) byl považován za husitského kacíře a povýšence nízkého původu, který se zmocnil panovnického trůnu neprávem. Jiří z Poděbrad byl ovšem prosazovatelem myšlenky jednotné Evropy.
Roku 1465 vznikla v Českém království opozice vůči králi reprezentovaná Jednotou zelenohorskou, v níž se spojilo odbojné katolické panstvo. K ozbrojenému odporu se přidala i katolická města. Členové jednoty byli ochotni přijmout za svého panovníka polského krále Kazimíra IV., ale ten odmítl. Roku 1466 vyhlásil papež Pavel II. proti kacířským Čechám křížovou výpravu, do jejíhož čela se postavil uherský král Matyáš Korvín, kterého si katoličtí páni zvolili roku 1469 za svého krále.

### Jagellonci

Jagellonská Evropa na konci 15. století

Ve chvíli nejvyššího ohrožení se Jiří prozíravě vzdal dynastických nároků svých synů a nabídl českou korunu Jagelloncům. Po smrti „husitského krále“ Jiřího v roce 1471 nastupuje na český trůn jagellonská dynastie v osobě Vladislava, nejstaršího syna polského krále a litevského velkoknížete Kazimíra IV. Jagellonského.
Příchodem Vladislava do Prahy slavila dynastická politika Jagellonců významný úspěch, prosadili se totiž alespoň v jedné ze zemí, jež považovali za své dědictví po Ladislavu Pohrobkovi, bratrovi Vladislavovy matky (dále to bylo Království uherské). Matyáš Korvín se dal korunovat českým králem, byl vládcem vedlejších zemí Koruny české, Moravy, Slezska a Lužice. Kromě toho ho přímo v Čechách podporovala katolická šlechta, ovládající jih a severozápad země, a za svého panovníka ho považovala také některá česká města, která neuznala Vladislavovu volbu.
Slabá vláda Jagellonců, kdy spíše šlechta vládla králi, trvala jen půl století a ukončila ji bitva u Moháče.

### Pod habsburským žezlem

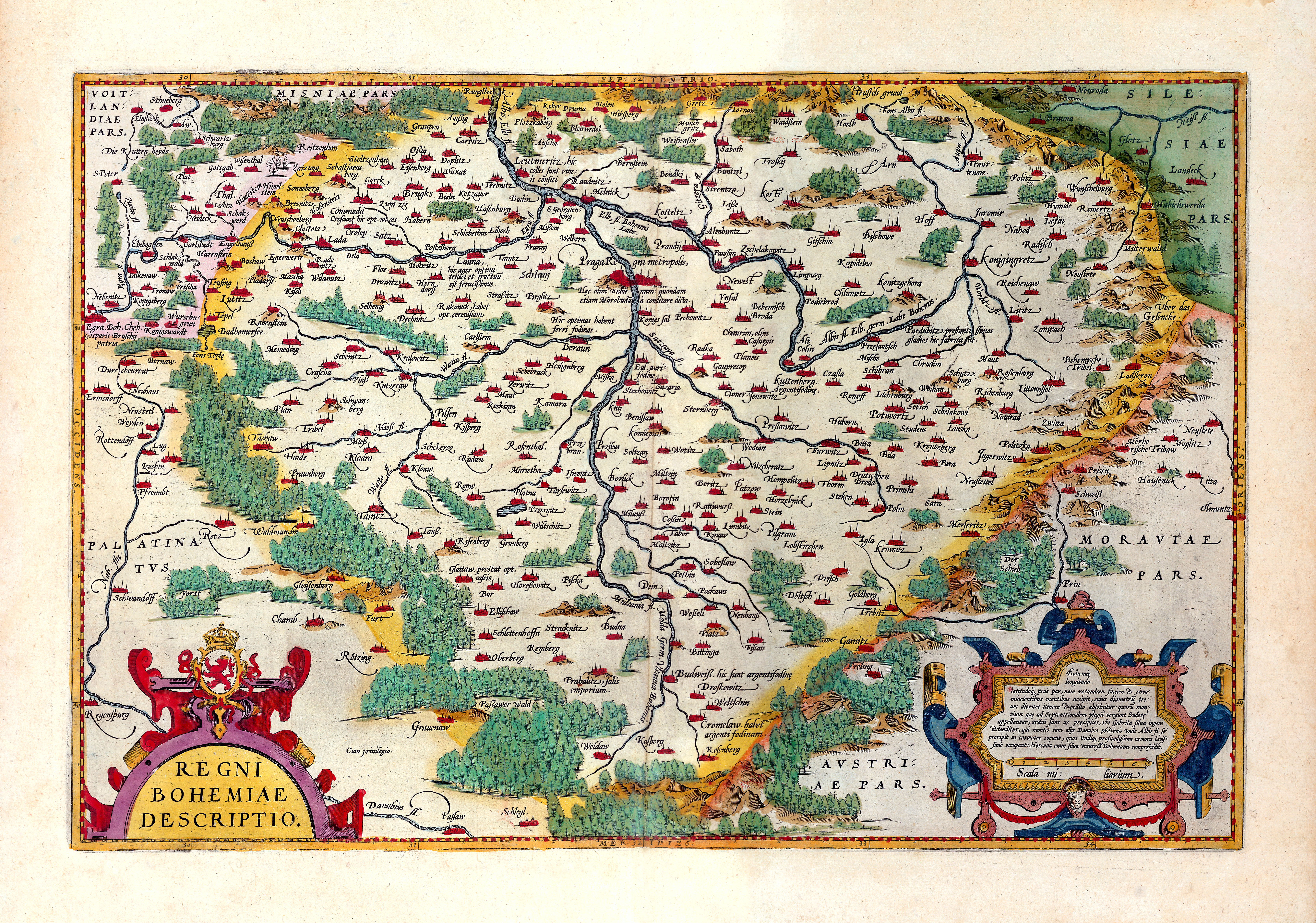
Historická mapa Čech z roku 1590 (údajná reedice z roku 1609)

Po vymření česko-uherské větve Jagellonců si česká šlechta zvolila za krále Ferdinanda I., manžela Anny Jagellonské. Důvodem byl především žalostný stav královské pokladny a turecké nebezpečí. Ferdinandem I. se na příštích 400 let dostal v Čechách k moci rod, který se hlavně sňatkovou politikou vypracoval mezi přední panovnické dynastie vůbec, v českých zemích však Habsburkové zůstali spíše symbolem zpátečnictví a národního útlaku.
Lesk dokázal přinejmenším Praze vrátit Rudolf II., po jeho smrti ale dochází k rozkolu mezi katolíky a protestanty. Protestantské české stavy si zvolily za krále Fridricha Falckého, který ale neměl potřebné vlastnosti vůdce. Bohatá šlechta sice mohla zabezpečit nezávislé Čechy, zůstávala ale nejednotná. Po bitvě na Bílé hoře nastává období, které později obrozenecké dějepisectví ne úplně správně hodnotí jako dobu temna.

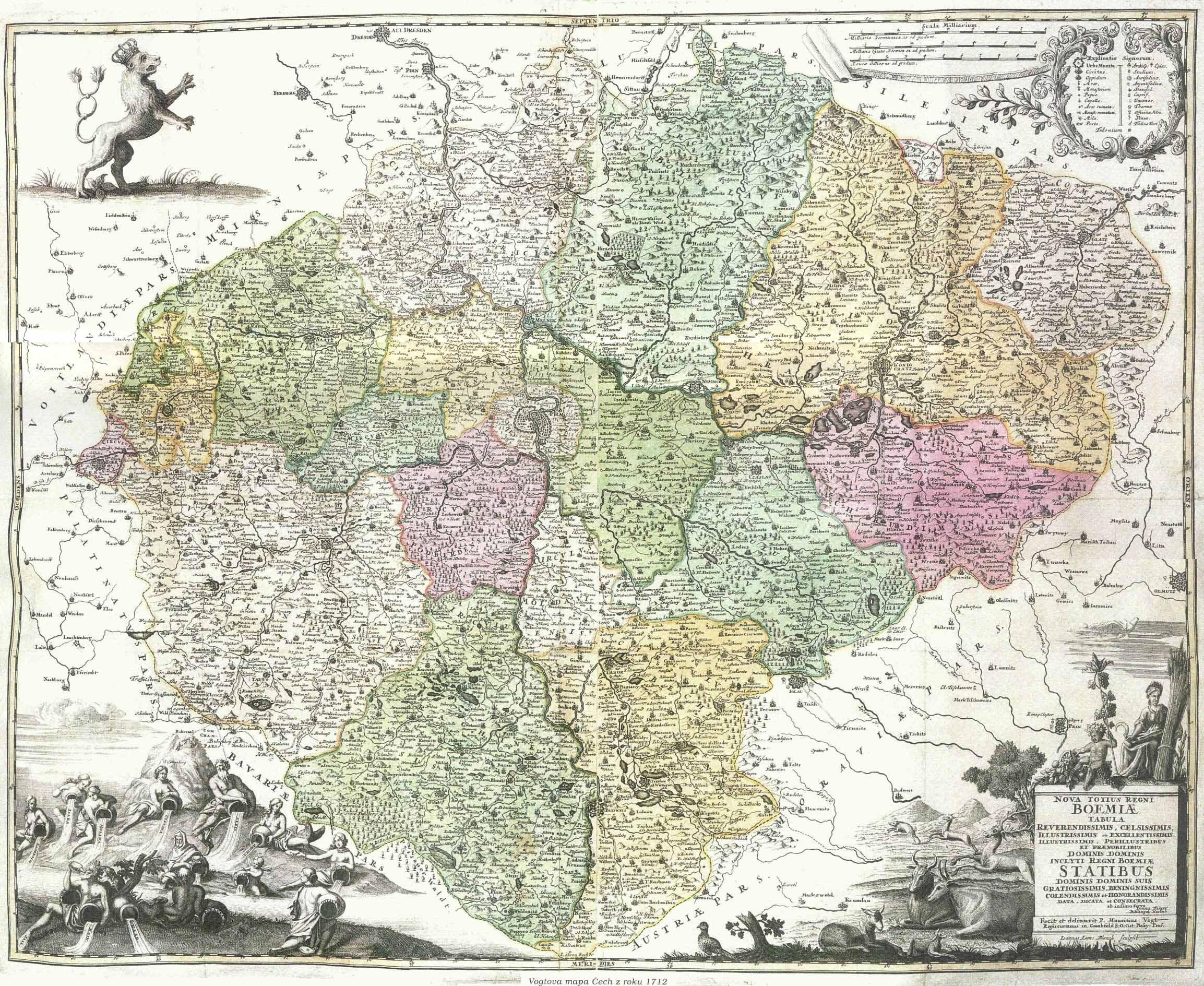
Mapa Českého království z roku 1712

Roku 1627 bylo v Čechách vydáno Obnovené zřízení zemské, kterým byl jazyk německý zrovnoprávněn s českým. Protestantská česká šlechta a zemanstvo byly zdecimovány, jejich statky byly dány českým i cizím, nejčastěji rakouským, německým a italským katolickým rodům a na poddané bývaly koncem 17. století často uvrženy nepoměrně vyšší robotní povinnosti, které pak vedle dalších faktorů zapříčiňovaly povstání, jež bývala násilně potlačována. Od českých zemí byly odtrženy obě Lužice, které byly Habsburky postoupeny saskému spojenci (1635).
Pokračovala rekatolizace země, která vedla k tomu, že ve dříve nábožensky rozdělených českých zemích vzniklo homogenní katolické prostředí. Častý nedostatek pramenů z této doby pozdější historiografy často sváděl k interpretaci historického období jako celkově velmi úpadkového („doba temna“), bylo tomu tak ale jen v určitých směrech a do určité míry. Ve skutečnosti však od 2. poloviny 17. století došlo ke stabilizaci politické situace a opětovnému ekonomickému rozvoji českých zemí. Monumentem doby a v rozporu s tezí o kulturním úpadku je řada barokních literárních děl, barokních kostelů na venkově i ve městech a vrcholné stavby českého baroka vybudované převážně v 1. polovině 18. století. Citelnou ztrátou byla emigrace původní šlechty, cizí šlechta ovšem do českých zemí přicházela už dřív.

### Od 18. století do konce první světové války

České království (tmavě zelená) v roce 1714

Karlem VI. vymřeli rakouští Habsburkové v mužské linii a nástupnictví Marie Terezie využili Hohenzollerni. Pruský král Fridrich II., k němuž se připojili i bavorský a saský kurfiřt, obsadil na přelomu let 1740 a 1741 Slezsko a nechal si holdovat slezskými stavy. Bavorský kurfiřt Karel Albrecht – krátce na to zvolený římským císařem jako Karel VII. Bavorský – obsadil za podpory francouzských sborů Čechy a nechal se českými stavy provolat českým králem. I když Marie Terezie, dcera Karla VI., získala České království zpět a byla korunována v Praze v roce 1743, industrializované Slezsko (kromě Těšínska a Opavska) připadlo od roku 1742 Prusku. Součástí Pruska se stalo i Kladsko, do té doby přímá součást Čech.
Marie Terezie se pokoušela o racionálnější administraci své říše, což vedlo k politice centralizace (a byrokracie). Co zbylo z České koruny, splynulo s rakouskými provinciemi monarchie. Roku 1749 byly správními reformami Marie Terezie Země Koruny české de facto zrušeny. Zrušena byla také česká dvorská kancelář ve Vídni. I nadále se však korunovali čeští králové v rámci Českého království.

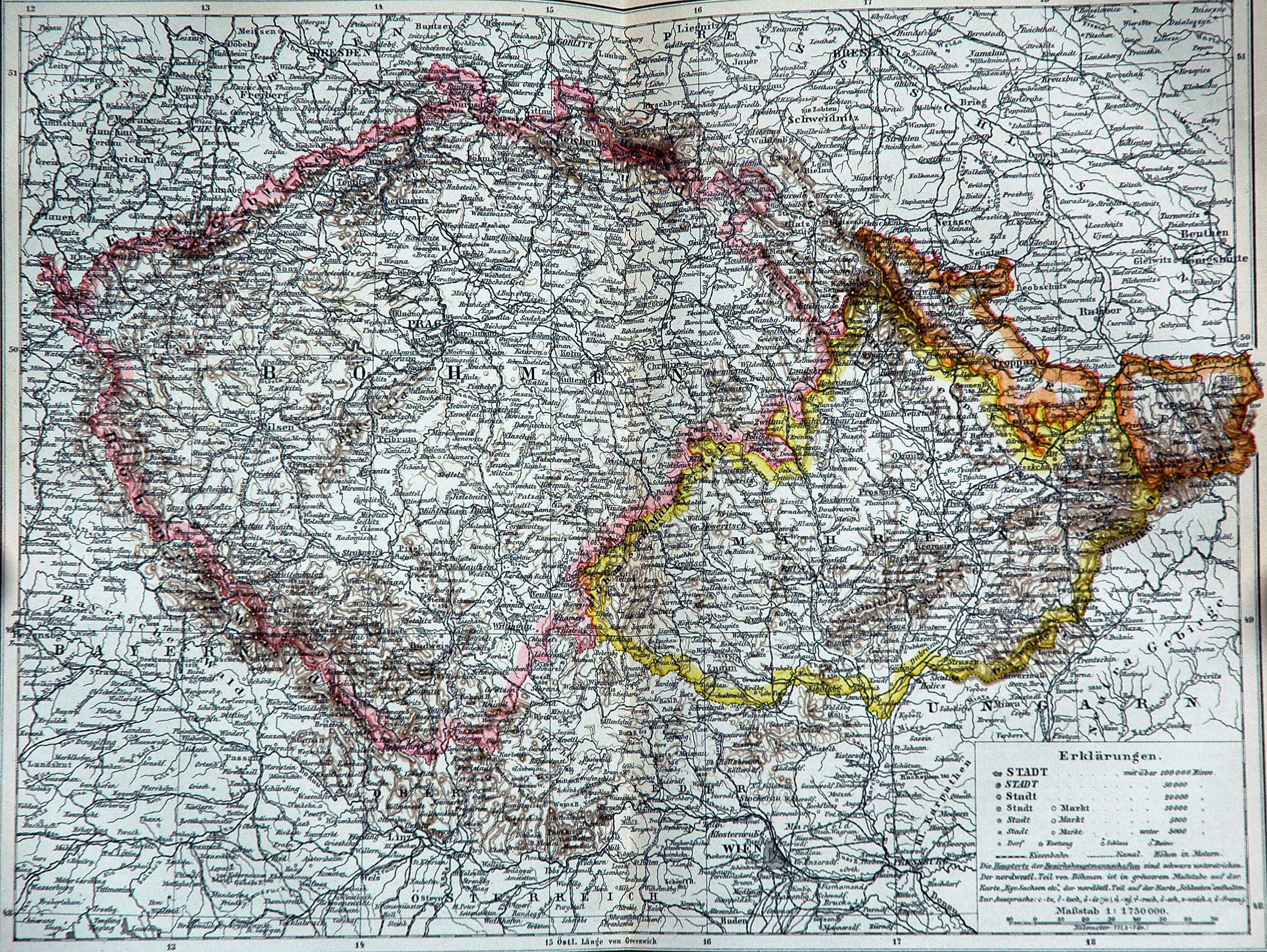
Historická mapa: Čechy ohraničeny růžově, Morava žlutě, Slezsko oranžově (1892)

Pruský král Fridrich II. se obával nepřátelské koalice vedené Rakouskem, kdy se Marie Terezie připravovala na válku s Pruskem získat Slezsko zpět. Pruská armáda dobyla Sasko a v roce 1757 vtrhla do Čech. V bitvě u Štěrbohol (1757) porazili Habsburky a následně obsadili Prahu. Zničena byla asi čtvrtina Prahy a těžké škody utrpěla i katedrála svatého Víta. V bitvě u Kolína však pruský král Fridrich II. prohrál a musel ustoupit z Čech.
Skutečné změny přinášejí až reformy císaře Josefa II. (1780–1790). Je zrušen jezuitský řád, zakázáno mučení při hrdelních procesech, soudnictví je odděleno od správy a v roce 1781 je vydán patent o zrušení nevolnictví. Toleranční patent, kterým se povoluje příslušnost k dvojímu protestantskému vyznání, byl vydán v témže roce. Zároveň však dochází k centralizaci správy a ke germanizaci vyššího školství a úřadů.
V 80. letech 18. století začínají v Praze vycházet první české noviny, začíná se hrát české divadlo, v roce 1792 se zřizuje stolice českého jazyka a literatury na pražské univerzitě.
Národnostní nerovnost byla realitou habsburské monarchie, vládnoucími národy byli Němci a Maďaři. V druhé polovině 19. století už ale byli Češi moderním národem a Čechy patřily k hospodářsky nejvyspělejším korunním zemím Rakouska-Uherska. V zemském sněmu Království českého docházelo k silným národnostním rozepřím mezi Čechy a Němci, kteří žádali národnostní rozhraničení Čech a rovnoprávnost obou jazyků. Důsledkem těchto rozepří byly špatná akceschopnost zemského sněmu a potíže zemských financí, což se stalo oficiálním důvodem k tomu, že ho císař František Josef I. tzv. Anenskými patenty z 26. července 1913 rozpustil a vyzval vládu k vypsání nových voleb do zemského sněmu. Druhý z obou patentů nahradil zemský výbor císařem jmenovanou zemskou správní komisí, která měla Čechy spravovat až do nových voleb. K vypsání nových voleb již nedošlo z důvodu vypuknutí první světové války, proto se již zemský sněm nikdy nesešel a Čechy nadále spravovala Zemská správní komise. 28. října 1918 vzniklo Československo v čele s prezidentem Masarykem a České království se přeměnilo v zemi Českou.

## Státní symboly

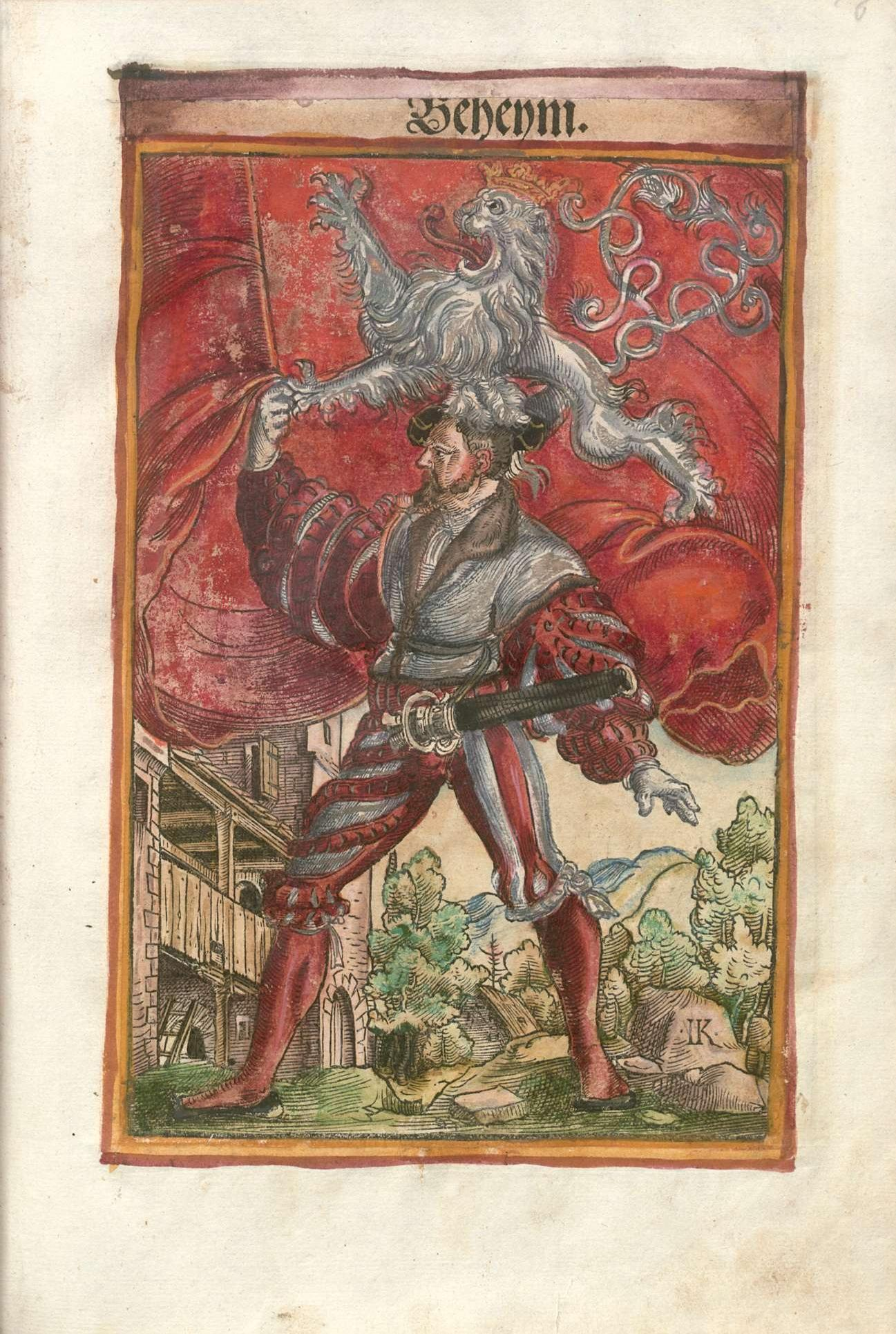
Vybarvený dřevořez J. Kallenberga věnovaný Českému království

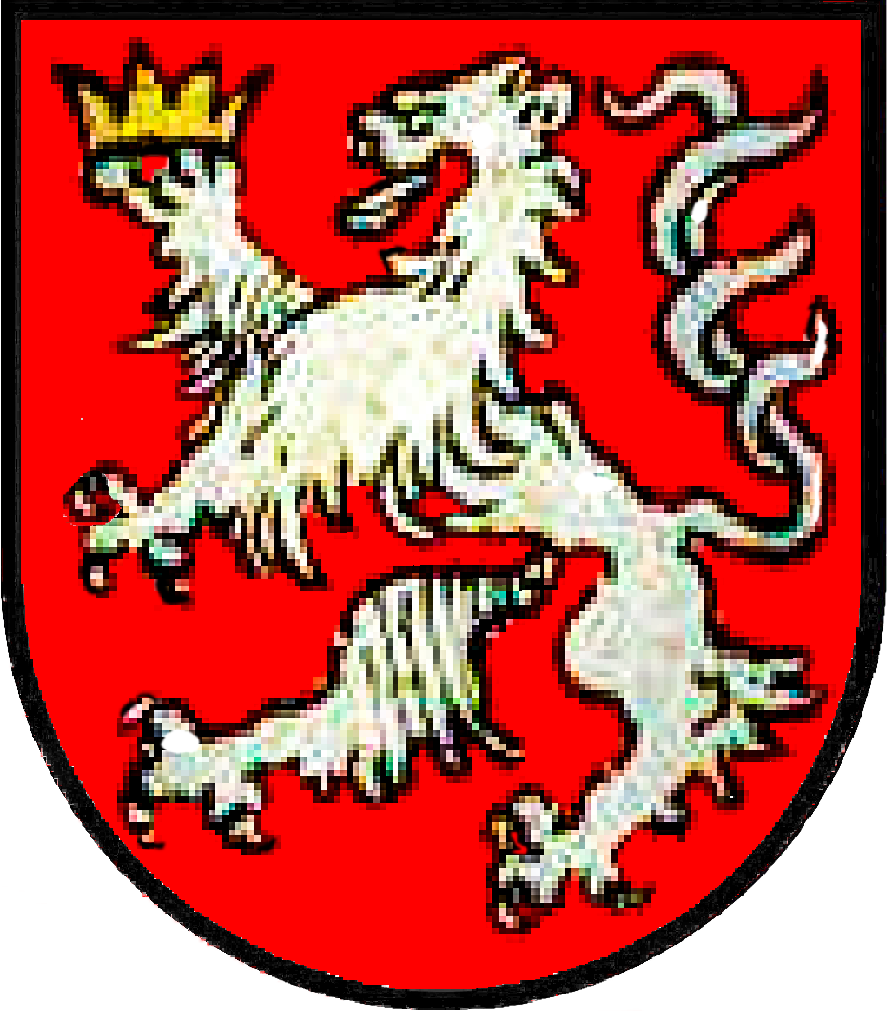
Znak krále českého jako nejvyššího číšníka (kurfiřta)

Znak
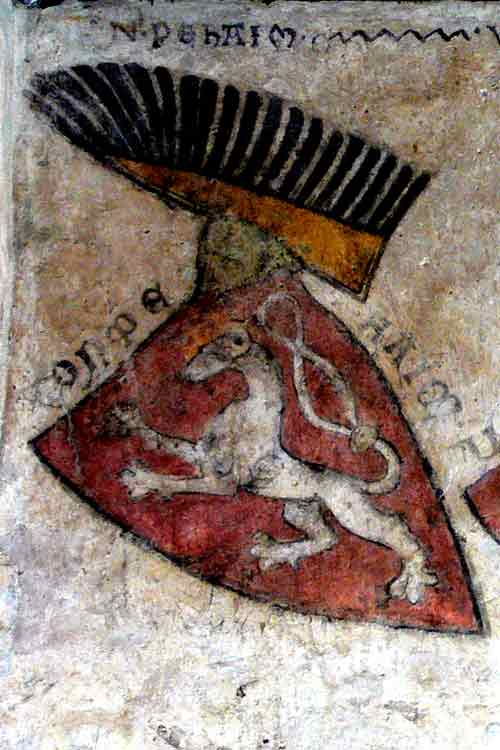
Nejstarší vyobrazení znaku na hradě Gozzoburg v Kremži kolem roku 1270
Grafický překres znaku z Codexu Manesse (doba Václava II.)
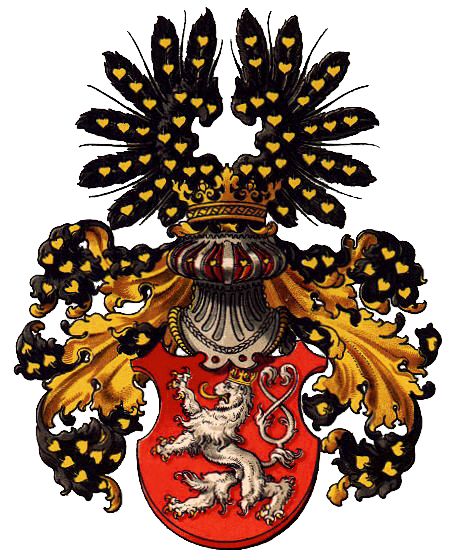
Znak dle H. G. Ströhla[pozn. 1]
Grafický překres Ströhlova znaku (vlevo)
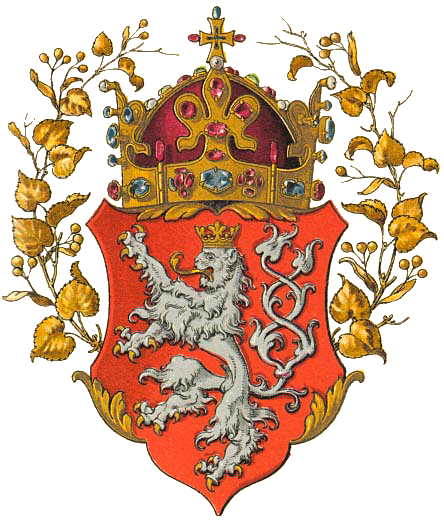
Umělecké ztvárnění[pozn. 2] Ströhla se svatováclavskou korunou

Prapor, vlajka:
Středověká korouhev, 14. století
Bílo-červená bikolóra od 15. století[zdroj?] do 1918